# Липовське (Режівський міський округ)
Ли́повське (рос. Липовское) — село у складі Режівського міського округу Свердловської області.
Населення — 1103 особи (2010, 1095 у 2002).
Національний склад станом на 2002 рік: росіяни — 94 %.